# Star Wars: Episode VI: Return of the Jedi
Star Wars: Episode VI: Return of the Jedi is het zesde, maar als derde gemaakte deel uit de Star Warssaga. Deze Amerikaanse film werd gemaakt in 1983, en geregisseerd door Richard Marquand naar een scenario van George Lucas.

## Verhaal
De film speelt zich ongeveer één jaar na de vorige film af. Het Galactische Keizerrijk bouwt aan een tweede Death Star. Als deze af is, zal hij in tegenstelling tot de vorige Death Star geen zwakke plekken hebben. Ondertussen is Luke Skywalker bezig met een plan om Han Solo te bevrijden uit handen van Jabba de Hutt, die in z'n paleis op Tatooine is. Eerst stuurt hij C-3PO en R2-D2 naar Jabba als “cadeau”. Daarna komt Leia Organa bij Jabba, vermomd als een premiejager die zogenaamd Chewbacca heeft gevangen. Ze bevrijdt Han, maar de twee worden betrapt en weer gevangen. Ten slotte arriveert Luke zelf bij Jabba. Jabba laat Luke voor de rancor gooien, maar Luke verslaat het beest. Woedend beveelt Jabba de executie van Luke, Han en Chewbacca in de put van Carkoon, waar ze zullen worden verslonden door een sarlacc. Luke blijkt dit alles te hebben gepland, en ontsnapt met behulp van R2-D2 die een nieuw lichtzwaard naar Luke gooit. Terwijl Luke en Han afrekenen met Jabba’s helpers, inclusief Boba Fett, wurgt Leia Jabba.
Nu Han veilig is, gaat Luke terug naar Dagobah om zijn training tot Jedi af te maken. Bij zijn aankomst blijkt Yoda echter stervende te zijn. Volgens Yoda is Luke’s training voltooid. Zodra hij Darth Vader heeft verslagen, zal hij een echte Jedi zijn. Luke wil zeker weten of Darth Vader echt zijn vader is en vraagt het aan Yoda. Vlak voor zijn dood vertelt Yoda aan Luke dat Darth Vader echt zijn vader is en dat er nog een Skywalker is. In gesprek met de geest van Obi-Wan Kenobi komt Luke erachter dat deze andere Skywalker niemand minder is dan Leia, zijn tweelingzus.
Kort na Luke's terugkeer blijkt dat de rebellen van een spion de locatie van de nieuwe Death Star door hebben gekregen. Ze plannen een grootse aanval om deze Death Star te vernietigen nu hij nog niet operationeel is. De Death Star wordt beschermd door een krachtveld dat wordt opgewekt door een generator op de bosmaan Endor. Han Solo en een team zullen in een gestolen transportschip naar Endor gaan en de generator uitschakelen. Luke, Leia, R2-D2, C-3PO en Chewbacca gaan met Han mee. Als ze Endor naderen voelt Luke de aanwezigheid van Darth Vader en hij weet dat Darth Vader hem ook voelt.
Op Endor ontmoeten Luke en co een groep ewoks, een primitief ras dat in C-3PO hun god ziet. Dit maakt het makkelijk voor hen om een bondgenootschap te vormen met de ewoks. Luke vertelt Leia in het ewokdorp dat ze broer en zus zijn en dat het tijd is voor hem om Darth Vader onder ogen te komen. Hij geeft zich over aan de keizerlijke troepen, en wordt naar de Death Star gebracht. Daar blijkt niet alleen Darth Vader, maar ook keizer Palpatine, te zijn. Palpatine vertelt Luke dat hij dit alles gepland heeft: hij heeft de locatie van de Death Star expres door laten schemeren om de rebellen in een hinderlaag te lokken. De nieuwe Death Star is ondanks dat hij nog niet af is wel al operationeel. Als de rebellen komen, wacht de keizerlijke vloot hen op. Ook lacht hij om Luke’s pogingen Darth Vader terug te halen van de Duistere Kant.
Wanneer de rebellen de schildgenerator aanvallen worden ze gevangen door de keizerlijke troepen. De ewoks komen hen echter te hulp en een grote veldslag breekt los. Ondertussen arriveert de rebellenvloot en een ruimtegevecht met de keizerlijke vloot is het gevolg. In de Death Star probeert Palpatine Luke te verleiden naar de Duistere Kant te komen. Luke vecht met Darth Vader in een lichtzwaardduel. Tijdens dit gevecht ontdekt Darth Vader dat Luke een zus heeft. Luke wint, maar weigert zijn eigen vader te doden. Wanneer Palpatine inziet dat Luke niet te verleiden is, probeert hij hem te doden met bliksem opgewekt middels De Kracht. Dit stelt Darth Vader voor een groot dilemma. Uiteindelijk kan hij het niet aanzien dat zijn zoon sterft, en doet iets wat nog nooit gebeurd was en wat niemand voor mogelijk hield: hij breekt los van de Duistere Kant en vermoordt Palpatine door hem in de reactorschacht te gooien. Hierbij wordt hij zelf geëlektrocuteerd door de bliksems en raakt zijn pak onherstelbaar beschadigd. Omdat dit pak het enige is wat hem in leven hield, sterft Darth Vader ook. Net voor zijn dood vraagt hij Luke zijn helm af te zetten, zodat hij zijn zoon nog een keer met zijn eigen ogen kan zien.
Dankzij een gestolen Imperial AT-ST Walker kunnen Han Solo en Chewbacca de schildgenerator uitschakelen, waarna een paar schepen van de rebellen de Death Star binnenvliegen en de reactor opblazen. Net voor de vernietiging van de Death Star ontsnapt Luke in een keizerlijke shuttle. De strijd is beslist: het Galactische Keizerrijk is gevallen.
In het hele keizerrijk wordt de val en de dood van de keizer gevierd. Luke cremeert op Endor de restanten van zijn vaders pak als een soort begrafenis. Leia bekent eindelijk haar gevoelens voor Han. Vanaf een afstandje kijken de geesten van Yoda, Obi-Wan en Anakin Skywalker toe.

## Rolverdeling
| Acteur                                              | Personage                        |
| --------------------------------------------------- | -------------------------------- |
| Mark Hamill                                         | Luke Skywalker                   |
| Harrison Ford                                       | Han Solo                         |
| Carrie Fisher                                       | Prinses Leia Organa              |
| Billy Dee Williams                                  | Lando Calrissian                 |
| Anthony Daniels                                     | C-3PO                            |
| Peter Mayhew                                        | Chewbacca                        |
| Sebastian Shaw Hayden Christensen (nieuwste versie) | Anakin Skywalker                 |
| Ian McDiarmid                                       | Keizer Palpatine / Darth Sidious |
| Frank Oz                                            | Yoda                             |
| David Prowse James Earl Jones (stem)                | Darth Vader                      |
| Alec Guinness                                       | Obi-Wan Kenobi                   |
| Kenny Baker                                         | R2-D2                            |
| Kenneth Colley                                      | Admiraal Piett                   |
| Michael Carter Erik Bauersfeld (stem)               | Bib Fortuna                      |
| Denis Lawson                                        | Wedge Antilles                   |
| Tim Rose Erik Bauersfeld (stem)                     | Admiraal Gial Ackbar             |
| Caroline Blakeiston                                 | Mon Mothma                       |
| Warwick Davis                                       | Wicket W. Warrick                |
| Jeremy Bulloch                                      | Boba Fett                        |
| Jack Purvis                                         | Teebo                            |
| Kiran Shah                                          | Ewok                             |
| Ben Burtt                                           | Droids                           |
| Mark Dodson                                         | Salacious Crumb (stem)           |
| Mike Quinn Richard Bonehill Kipsang Rotich (stem)   | Nien Nunb                        |
| Larry Ward                                          | Jabba the Hutt (stem)            |

## Achtergrond

### Ontwikkeling
Net als de vorige film, The Empire Strikes Back, werd Return of the Jedi geheel gefinancierd door George Lucas zelf. Daar hij tijdens de productie van zijn vorige film al was opgestapt bij de Directors Guild of America, was het voor Lucas niet langer mogelijk om zijn oude vriend Steven Spielberg in te huren als regisseur. Derhalve benaderde hij David Lynch, die onder andere bekend was van de film The Elephant Man, maar die weigerde ook. Uiteindelijk werd Richard Marquand de regisseur.
Het scenario van de film werd geschreven door Lawrence Kasdan en Lucas. De film droeg aanvankelijk de titel Revenge of the Jedi, maar Lucas vond dit ongepast daar volgens hem Jedi niet aan wraak nemen doen.

### Productie
Het filmen begon op 11 januari 1982, en duurde tot 20 mei van dat jaar. Daarmee waren de opnames zes weken korter dan voor The Empire Strikes Back. De productie werd zo vroeg mogelijk gestart om Industrial Light and Magic (ILM) genoeg tijd te geven voor de effecten.
De productie begon met 78 filmdagen in de Elstree Studios in Engeland, alwaar de crew alle 9 ruimtes gebruikte. Tijdens het filmen van Luke Skywalkers gevecht met de rancor, stond Lucas erop een scène te filmen in de stijl van Toho's Godzilla-films; met een acteur in een pak als de Rancor. De productiecrew probeerde dit, maar was niet in staat goede resultaten te boeken. Daarom ging Lucas uiteindelijk overstag, en werd voor de Rancor een pop gebruikt.
In april verplaatste de productie zich naar de Yumawoestijn in Arizona voor de twee weken durende opnames van de scènes op Tatooine. Vervolgens ging de crew naar het redwood-bos in Noord-Californië voor de eveneens twee weken durende opnames van de scènes op Endor.

### Veranderingen achteraf
De film heeft in latere jaren, waaronder bij het opnieuw uitbrengen op video en dvd, veranderingen ondergaan:
- In 1997 werden extra scènes toegevoegd met buitenaardse muzikanten in Jabba’s paleis.
- In de scène bij de Sarlacc-put werden aan de Sarlacc een snavelvormige tong (het lijkt op een snavelvormige bek maar is in werkelijkheid de tong) en extra tentakels toegevoegd.
- Aanvankelijk werd in de slotscène van de film de geest van Anakin Skywalker gespeeld door Sebastian Shaw. Op de dvd-uitgave uit 2004 werd hij digitaal vervangen door Hayden Christensen, die de rol van Anakin speelde in Star Wars: Episode II: Attack of the Clones en Star Wars: Episode III: Revenge of the Sith. De meeste fans zijn tegen deze verandering, onder andere omdat ze het van weinig respect vinden getuigen tegenover de inmiddels overleden Shaw.[bron?]
- In 1997 werd er een extra scène toegevoegd in Jabba's paleis. Hierin werd het personage Sy Snootles (dat in de originele versie een pop was) helemaal opnieuw met de computer gecreëerd en samen met het nieuwe karakter Joh Yowza (die ook met de computer werd gemaakt) voerden ze een voorstelling op voor Jabba. Niet alleen de twee nieuwe personages werden in de scène gevoegd maar ook de Twi'lek Oola. Ze was in de originele versie ook al te zien en daar viel ze, nadat ze niet deed wat Jabba the Hutt wilde, door het valluik dat leidt naar de Rancor. De actrice die Oola speelt werd in de nieuwe scène ook gebruikt. Na 14 jaar zag ze er nog steeds hetzelfde uit in haar rol als Oola als in de originele versie.

### Muziek
De filmmuziek werd gecomponeerd door John Williams. Deze muziek werd ook op een soundtrackalbum uitgebracht door RSO Records.

### Reacties
Hoewel ook deze film een succes was qua opbrengst, wordt de film door veel fans en critici gezien als de zwakste van de originele trilogie. Hoewel de meeste gevechtsscènes, zoals die in de ruimte tussen de rebellen en de keizerlijke vloot, goed werden ontvangen, viel de strijd op Endor tussen de Ewoks en de keizerlijke troepen duidelijk in minder goede aarde. Lucas probeerde dit goed te praten met de mededeling dat de Ewoks de keizerlijke troepen enkel afleidden, en niet versloegen zoals veel fans beweren.

## Prijzen en nominaties
“Return of the Jedi” won in 1984 in totaal 11 prijzen.
- 1 Academy Award
  - Beste speciale effecten
- 5 Saturn Awards:
  - Beste acteur (Mark Hamill)
  - Beste kostuums
  - Beste make-up
  - Beste sciencefictionfilm
  - Beste speciale effecten
- De BAFTA Film Award voor beste visuele effecten.
- De Golden Screen.
- De Hugo Award voor Best Dramatic Presentation.
- De People's Choice Award voor favoriete film
- De Young Artist Award.

In totaal won de film of in combinatie met andere Lucasfilms 18 prijzen.
Daarnaast werd de film voor nog eens 20 prijzen genomineerd, waaronder Academy Awards voor Best Art Direction-Set Decoration, beste geluidseffecten, beste originele muziek en beste geluid.

## Vervolg
op 16 december 2015 was release van Star Wars Episode VII. The Walt Disney Company heeft samen met Lucasfilm deze nieuwe sequel gemaakt.